# Hirtodrosophila kaindiana
Hirtodrosophila kaindiana är en tvåvingeart som först beskrevs av Toyohi Okada och Carson 1982.  Hirtodrosophila kaindiana ingår i släktet Hirtodrosophila och familjen daggflugor. Inga underarter finns listade i Catalogue of Life.